# Fábio Pillar
Fábio Leal Martins do Pilar (Rio de Janeiro, 29 de agosto de 1959 — Rio de Janeiro, 14 de julho de 2010) foi um ator e diretor brasileiro. Pillar ficou nacionalmente conhecido pela direção do musical de teatro Rádio Nacional - as ondas que conquistaram o Brasil que foi assistido por mais 80 mil pessoas. O Musical recebeu duas indicações ao Prêmio Shell: melhor figurino e música.
Ele também dirigiu outros musicais como "Eu Sou o Samba" e "Teatro Musical Brasileiro". O ator trabalhou ainda nas novelas Selva de Pedra (1986), Pátria Minha, Top Model, Baila Comigo e Bebê a Bordo, além do extinto Zorra Total
Morreu na madrugada de 14 de julho de 2010, aos 50 anos, no Hospital Doutor Badin, no Maracanã, na Zona Norte do Rio, onde ele estava internado. O ator tinha câncer.

## Carreira

### Teatro
- Quem tem medo de Kurt Weill?
- Quatro Adultérios e Nenhum Funeral
- Você tem que me dar seu Coração
- Rádio Nacional - as ondas que conquistaram o Brasil
- Eu posso, com Jardel Filho, Yara amaral e José Mayer

### Telenovelas
- 1998 - Brida .... Jacaré
- 1998 - Labirinto .... Policial
- 1996 -  Explode Coração...Policial
- 1995 - História de Amor ... empresário
- 1994 -  Pátria minha...Etevaldo
- 1989 -  Top Model...Wanderley
- 1988 -  Bebê a Bordo...Amado
- 1986 -  Selva de Pedra... Mauro
- 1981 -  Baila comigo...Marcelo

### Séries
- 1999 Zorra Total
- 1991 Os Trapalhões - Professor Shakiris[2]